# Parafia Wniebowzięcia Najświętszej Marii Panny w Rudkach
Parafia Wniebowzięcia Najświętszej Marii Panny w Rudkach – wchodzi w skład dekanatu gródeckiego kościoła katolickiego w archidiecezji lwowskiej.
Parafia została erygowana 1400 roku. Obecny kościół murowany zbudowano w 1728 roku, a jego konsekracja odbyła się w 1741 roku. Parafia wchodziła w skład diecezji przemyskiej. 2 lipca 1921 roku bp Józef Sebastian Pelczar dokonał koronacji cudownego obrazu Matki Bożej Rudeckiej.
Z Rudek pochodził ks. Zbigniew Chimiak.
Po reaktywowaniu archidiecezji lwowskiej w 1991 roku rozpoczęło się też organizowanie dekanatów i parafii. 2 lipca 2003 roku zostało ustanowione Sanktuarium Matki Bożej Rudeckiej, od 2013 roku parafia przynależy do dekanatu Gródeckiego.
W parafii posługują siostry sercanki, które prowadzą katechezę przy kościele i w punktach dojazdowych oraz pracują w szpitalu zakaźnym we Lwowie.